# Źródło Jadwigi
Źródło Jadwigi (niem. Hedwigs Quelle, 488 m n.p.m.) – źródło położone w południowo-zachodniej Polsce w Górach Złotych (Sudety).
Źródło wypływa powyżej arboretum (Lądek-Zdrój) na terenie Śnieżnickiego Parku Krajobrazowego.

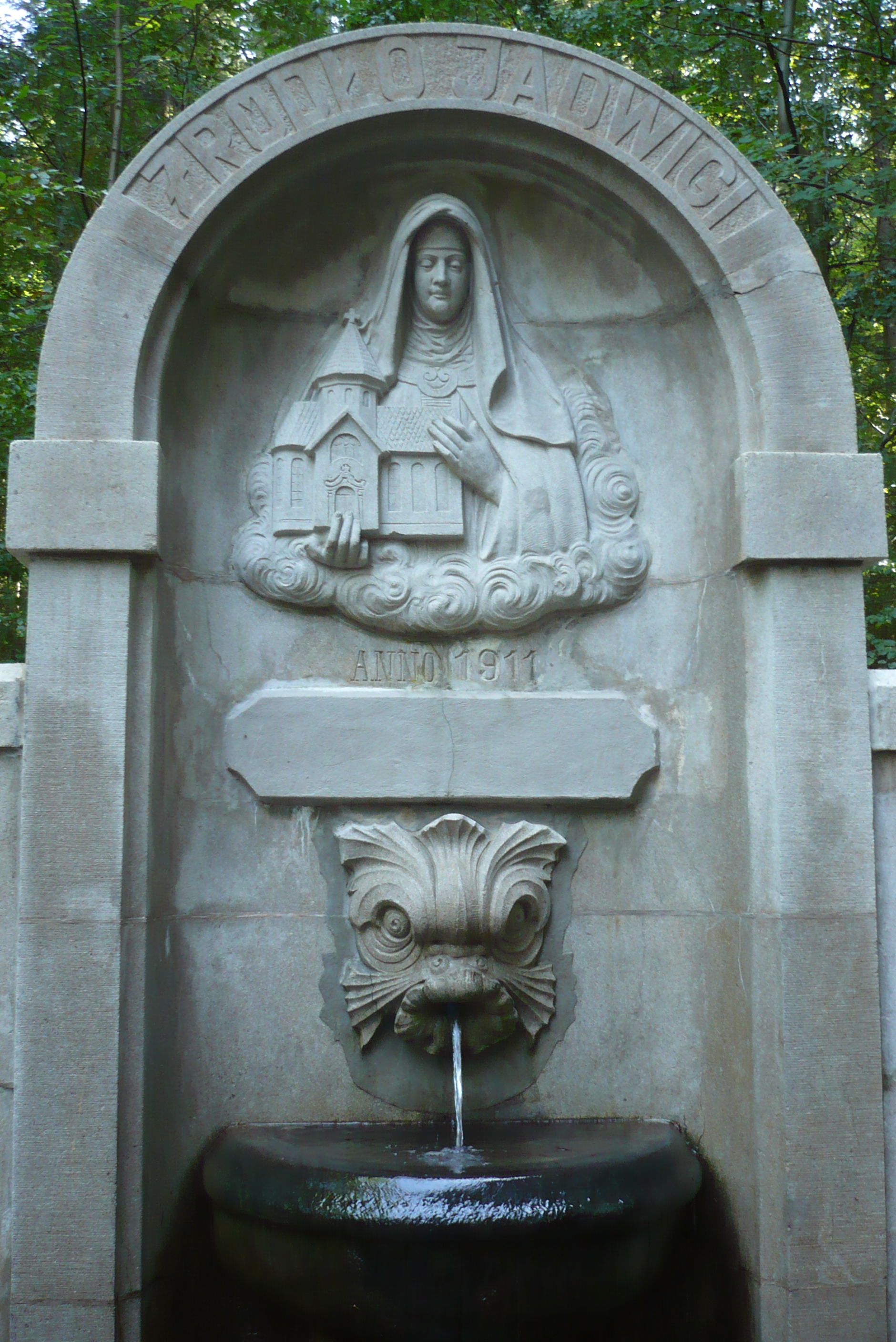
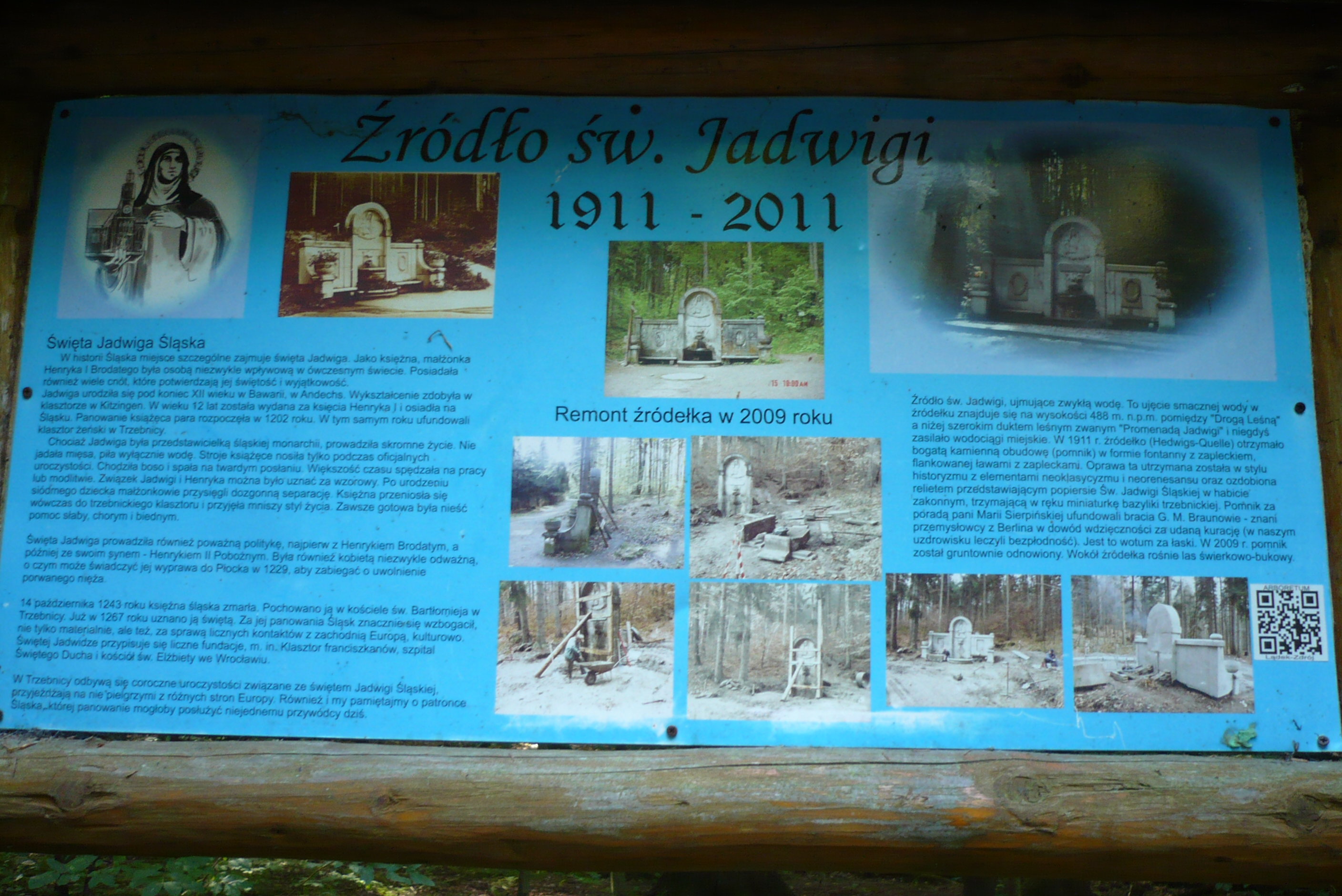
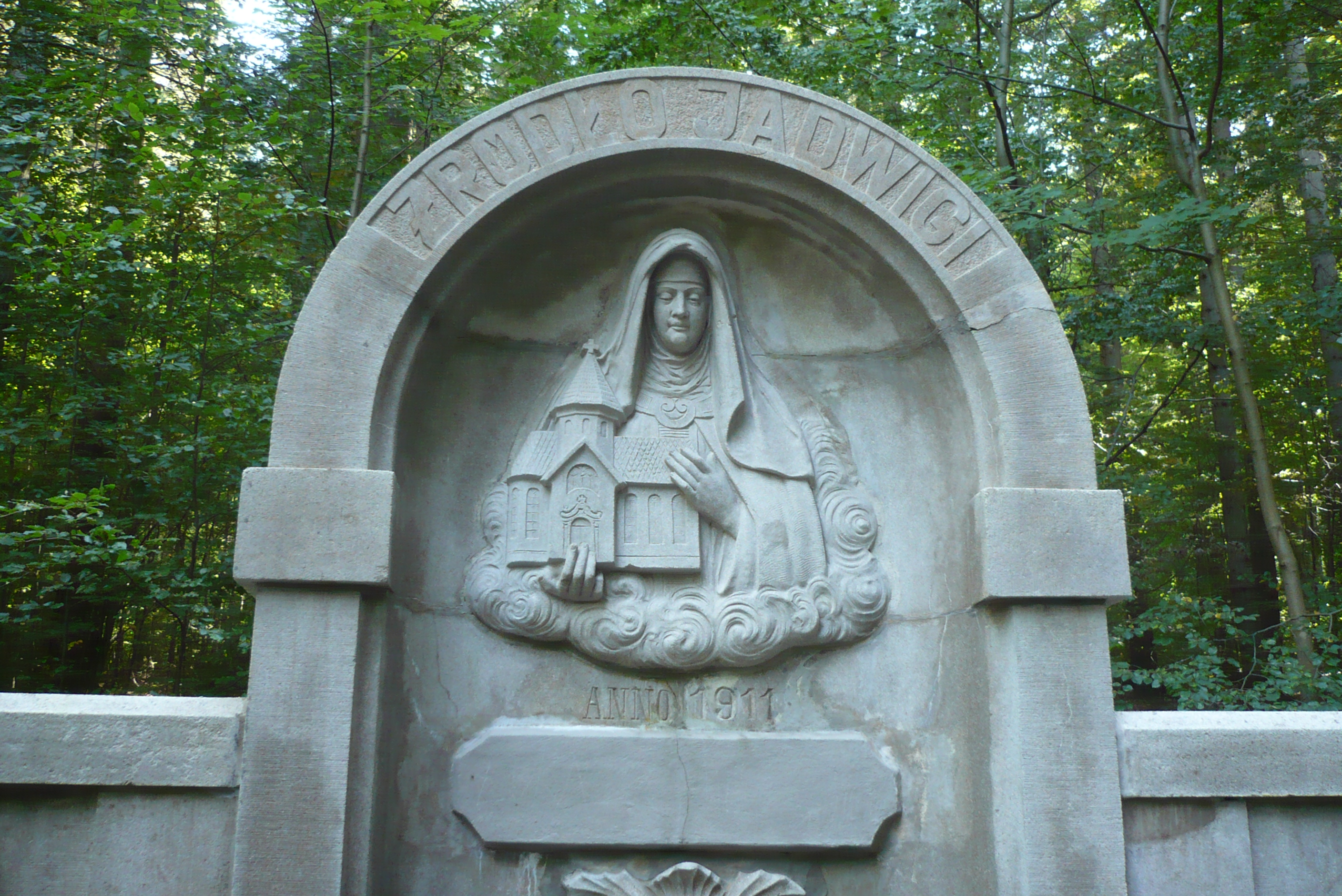